# Список российских кавалеров Королевского венгерского ордена Святого Стефана
Королевский венгерский орден Святого Стефана — национальный орден Королевства Венгрия в составе Австро-Венгерской империи с 1764 по 1918 годы и в период правления регента Миклоша Хорти с 1940 по 1944 годы.

## Список российских кавалеров ордена Святого Стефана
| №№   | Имя                                  | Годы жизни | Дата пожалования ордена         | Титул, звание, чин на момент пожалования ордена                |
| ---- | ------------------------------------ | ---------- | ------------------------------- | -------------------------------------------------------------- |
|      |                                      |            |                                 |                                                                |
| 428  | Толстой, Николай Александрович       | 1765—1816  | 1813                            | Граф, обер-гофмаршал                                           |
| 429  | Аракчеев Алексей Андреевич           | 1752—1836  | 1813                            | Граф, генерал от артиллерии                                    |
| 445  | Оболенский, Александр Петрович       | 1781—1855  | 1814 (рыцарский крест)          | Князь, полковник, флигель-адъютант                             |
| 454  | Разумовский Андрей Кириллович        | 1752—1836  | 1815                            | Граф                                                           |
| 455  | Штакельберг Густав Оттонович         | 1766—1850  | 1815                            | Граф, действительный тайный советник                           |
| 456  | Нессельроде Карл Васильевич          | 1780—1862  | 1815                            | Граф, канцлер Российской империи                               |
| 486  | Кудрявский, Емельян Афанасьевич      | 1776—1845  | 1816 (рыцарский крест)          | Действительный статский советник                               |
| 487  | Воронцов-Дашков, Иван Илларионович   | 1790—1854  | 1816 (рыцарский крест)          | Граф, статский советник                                        |
| 519  | Каподистрия, Иван Антонович          | 1776—1831  | 1818                            | Граф, тайный советник                                          |
| 545  | Волконский Пётр Михайлович           | 1776—1852  | 1821                            | Князь, генерал от инфантерии                                   |
| 561  | Татищев Дмитрий Павлович             | 1767—1845  | 1823                            | Действительный тайный советник, обер-камергер                  |
| 590  | Николай I                            | 1796—1855  | 1826                            | Император Всероссийский                                        |
| 627  | Орлов Алексей Фёдорович              | 1787—1862  | 1830                            | Граф, генерал-лейтенант                                        |
| 639  | Поццо ди Борго Карл Осипович         | 1764—1842  | 1832                            | Граф, генерал от инфантерии                                    |
| 649  | Бенкендорф Александр Христофорович   | 1783—1844  | 1833                            | Граф, генерал от кавалерии                                     |
| 650  | Остен-Сакен, Роман Фёдорович         | 1792—1864  | 1833 (командорский крест)       | Барон, действительный статский советник                        |
| 651  | Бруннов, Филипп Иванович             | 1797—1875  | 1833 (командорский крест)       | Барон, действительный статский советник                        |
| 718  | Александр Николаевич                 | 1818—1881  | 1839                            | Великий князь, Цесаревич                                       |
| 727  | Воронцов Михаил Семёнович            | 1782—1856  | 1840                            | Граф, генерал от инфантерии                                    |
| 758  | Паскевич Иван Фёдорович              | 1782—1856  | 1844                            | Князь Варшавский и Граф Эриванский, генерал-фельдмаршал        |
| 773  | Михаил Павлович                      | 1798—1849  | 1846                            | Великий князь                                                  |
| 785  | Константин Николаевич                | 1827—1892  | 1849                            | Великий князь, генерал-адмирал, контр-адмирал                  |
| 796  | Берг Фёдор Фёдорович                 | 1794—1874  | 1849                            | Генерал от инфантерии                                          |
| 797  | Адлерберг Владимир Фёдорович         | 1791—1884  | 1849                            | Граф, генерал от инфантерии                                    |
| 798  | Чернышёв Александр Иванович          | 1786—1857  | 1849                            | Светлейший князь, генерал от кавалерии                         |
| 799  | Горчаков Михаил Дмитриевич           | 1793—1861  | 1849                            | Князь, генерал от артиллерии                                   |
| 800  | Ридигер Фёдор Васильевич             | 1783—1856  | 1849                            | Граф, генерал от кавалерии                                     |
| 824  | Бутурлин Сергей Петрович             | 1803—1873  | 1850 (командорский крест)       | Генерал-майор                                                  |
| 825  | Панютин, Степан Фёдорович            | 1822—1885  | 1850 (рыцарский крест)          | Камер-юнкер                                                    |
| 838  | Николай Николаевич Старший           | 1831—1891  | 1851                            | Великий князь, полковник                                       |
| 839  | Михаил Николаевич                    | 1832—1909  | 1851                            | Великий князь, полковник                                       |
| 840  | Меншиков Владимир Александрович      | 1816—1893  | 1851 (командорский крест)       | Светлейший князь, генерал-майор                                |
| 916  | Горчаков Александр Михайлович        | 1798—1883  | 1857                            | Светлейший князь, канцлер Российской империи                   |
| 945  | Николай Александрович                | 1843—1865  | 1860                            | Великий князь, Цесаревич                                       |
| 946  | Георг-Август Мекленбург-Стрелицкий   | 1824—1876  | 1860                            | Герцог Мекленбург-Стрелицкий, генерал от артиллерии            |
| 948  | Долгоруков Василий Андреевич         | 1803—1868  | 1860                            | Князь, генерал от кавалерии                                    |
| 949  | Панютин Фёдор Сергеевич              | 1790—1865  | 1860                            | Генерал от инфантерии                                          |
| 993  | Александр Александрович              | 1845—1894  | 1866                            | Великий князь, Цесаревич                                       |
| 1080 | Владимир Александрович               | 1847—1909  | 1872                            | Великий князь, генерал-майор                                   |
| 1109 | Алексей Александрович                | 1850—1908  | 1874                            | Великий князь                                                  |
| 1110 | Сергей Александрович                 | 1857—1905  | 1874                            | Великий князь, поручик                                         |
| 1111 | Павел Александрович                  | 1860—1919  | 1874                            | Великий князь, подпоручик                                      |
| 1112 | Николай Константинович               | 1850—1918  | 1874                            | Великий князь                                                  |
| 1113 | Ольденбургский Пётр Георгиевич       | 1812—1881  | 1874                            | Принц Ольденбургский, генерал от инфантерии                    |
| 1114 | Ольденбургский Александр Петрович    | 1844—1932  | 1874                            | Принц Ольденбургский, полковник                                |
| 1117 | Барятинский Александр Иванович       | 1815—1879  | 1874                            | Князь, генерал-фельдмаршал                                     |
| 1118 | Адлерберг Александр Владимирович     | 1818—1888  | 1874                            | Граф, генерал от инфантерии                                    |
| 1119 | Милютин Дмитрий Алексеевич           | 1816—1912  | 1874                            | Генерал от инфантерии                                          |
| 1120 | Шувалов Пётр Андреевич               | 1827—1889  | 1874                            | Граф, генерал от кавалерии                                     |
| 1121 | Ливен Вильгельм Карлович             | 1800—1880  | 1874                            | Барон, генерал от инфантерии                                   |
| 1122 | Хрептович Михаил Иринеевич           | 1809—1891  | 1874                            | Граф, обер-камергер                                            |
| 1142 | Суворов Александр Аркадьевич         | 1804—1882  | 1875                            | Князь Италийский, граф Рымникский, генерал от инфантерии       |
| 1155 | Новиков Евгений Петрович             | 1826—1903  | 1876                            | тайный советник                                                |
| 1229 | Убри, Павел Петрович                 | 1818—1896  | 1882                            | действительный тайный советник                                 |
| 1237 | Долгоруков Владимир Андреевич        | 1810—1891  | 1883                            | Князь, генерал от кавалерии                                    |
| 1245 | Николай Александрович                | 1864—1931  | 1884                            | Великий князь, Цесаревич, подпоручик                           |
| 1250 | Пётр Николаевич                      | 1864—1931  | 1884                            | Великий князь, поручик                                         |
| 1251 | Георгий Михайлович                   | 1863—1919  | 1884                            | Великий князь, подпоручик                                      |
| 1252 | Михаил Михайлович                    | 1861—1929  | 1884                            | Великий князь, поручик                                         |
| 1253 | Воронцов-Дашков Илларион Иванович    | 1837—1916  | 1884                            | Граф, генерал-лейтенант                                        |
| 1254 | Гирс Николай Карлович                | 1820—1895  | 1884                            | Действительный тайный советник, министр иностранных дел России |
| 1255 | Лобанов-Ростовский Алексей Борисович | 1824—1896  | 1884                            | Князь                                                          |
| 1264 | Георгий Александрович                | 1871—1899  | 1885                            | Великий князь                                                  |
| 1400 | Пален Константин Иванович            | 1833—1912  | 1896                            | Граф                                                           |
| 1401 | Долгорукий Александр Сергеевич       | 1841—1912  | 1896                            | Князь, обер-церемониймейстер                                   |
| 1404 | Борис Владимирович                   | 1877—1943  | 1896                            | Великий князь                                                  |
| 1405 | Николай Николаевич Младший           | 1856—1929  | 1896                            | Великий князь, генерал-лейтенант                               |
| 1421 | Михаил Александрович                 | 1878—1918  | 1897                            | Великий князь, подпоручик                                      |
| 1422 | Кирилл Владимирович                  | 1876—1938  | 1897                            | Великий князь                                                  |
| 1423 | Константин Константинович            | 1858—1915  | 1897                            | Великий князь, генерал-майор                                   |
| 1424 | Александр Михайлович                 | 1866—1933  | 1897                            | Великий князь                                                  |
| 1425 | Муравьёв, Михаил Николаевич          | 1845—1900  | 1897                            | Граф, министр иностранных дел Российской Империи               |
| 1426 | Ванновский Пётр Семёнович            | 1822—1904  | 1897                            | Генерал от инфантерии                                          |
| 1427 | Рихтер, Оттон Борисович              | 1830—1908  | 1897                            | Генерал от инфантерии, генерал-адъютант                        |
| 1493 | Ламсдорф Владимир Николаевич         | 1845—1907  | 1902 (бриллиантовые знаки 1903) | Министр иностранных дел Российской империи                     |
| 1505 | Капнист Пётр Алексеевич              | 1839—1904  | 1903                            | Граф, действительный тайный советник                           |
| 1506 | Фредерикс Владимир Борисович         | 1838—1927  | 1903                            | Барон, генерал от кавалерии                                    |
| 1559 | Извольский Александр Петрович        | 1856—1919  | 1907                            | Министр иностранных дел Российской империи                     |
| 1564 | Сергей Михайлович                    | 1869—1918  | 1908                            | Великий князь, генерал-лейтенант                               |
| 1611 | Урусов Лев Павлович                  | 1839—1928  | 1910                            | Князь                                                          |
| 1627 | Андрей Владимирович                  | 1879—1956  | 1912                            | Великий князь, полковник                                       |
| 1658 | Гирс Николай Николаевич              | 1853—1924  | 1913                            | Посол в Австро-Венгрии                                         |